# مارتن أ. موريسون
مارتن أ. موريسون هو محامي وسياسي أمريكي، ولد في 15 أبريل 1862، وتوفي في 9 يوليو 1944. نشط حزبياً في الحزب الديمقراطي. وقد انتخب عضو مجلس النواب الأمريكي ‏.